# Lovecraft Country (série télévisée)
Pour les articles homonymes, voir Lovecraft Country.
Lovecraft Country est une série télévisée dramatique horrifique américaine créée par Misha Green et diffusée entre le 16 août et le 18 octobre 2020 sur HBO. Il s'agit de l'adaptation du roman homonyme de Matt Ruff (2016).
En France, elle est diffusée 24 heures après sur OCS City à partir du 17 août 2020 puis en version française. Au Québec, la série a été diffusée à partir du 2 septembre 2020 à Super Écran. En Belgique francophone, elle a été diffusée sur Be 1 à partir du 6 septembre 2020.

## Synopsis
Atticus Freeman, fraichement revenu de la Guerre de Corée, son amie Letitia et son oncle George embarquent dans un road trip, à travers les États-Unis des années 1950 durant les lois Jim Crow, dans l'objectif de retrouver son père disparu. Commence alors une bataille pour survivre et surpasser le racisme de l'Amérique blanche, tout en affrontant des monstres terrifiants qui semblent tout droit sortis des écrits de Lovecraft.

## Distribution

### Acteurs principaux
- Jurnee Smollett-Bell (VF : Laëtitia Lefebvre) : Letitia « Leti » Lewis
- Jonathan Majors (VF : Daniel Njo Lobé) : Atticus « Tic » Freeman
- Aunjanue Ellis (VF : Annie Milon) : Hippolyta Freeman
- Courtney B. Vance (VF : Thierry Desroses) : George Freeman[note 1]
- Wunmi Mosaku (VF : Fily Keita) : Ruby Baptiste
- Abbey Lee Kershaw (VF : Victoria Grosbois) : Christina Braithwhite
- Jamie Chung (VF : Sylvie Jacob) : Ji-Ah / le Kumiho
- Jada Harris (VF : Aurélie Konaté) : Diana Freeman
- Michael K. Williams (VF : Jean-Paul Pitolin) : Montrose Freeman

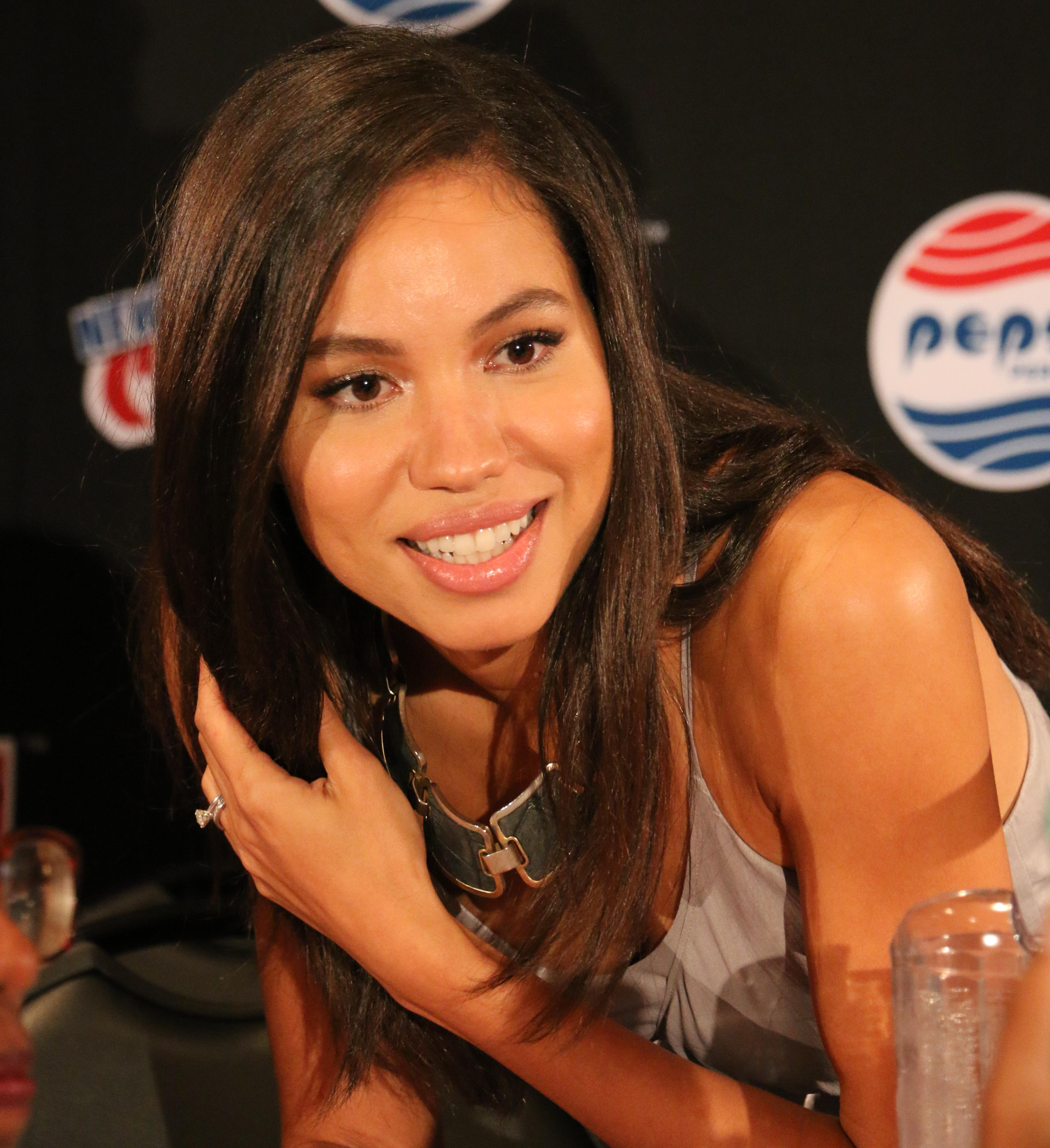
Jurnee Smollett-Bell interprète Letitia.
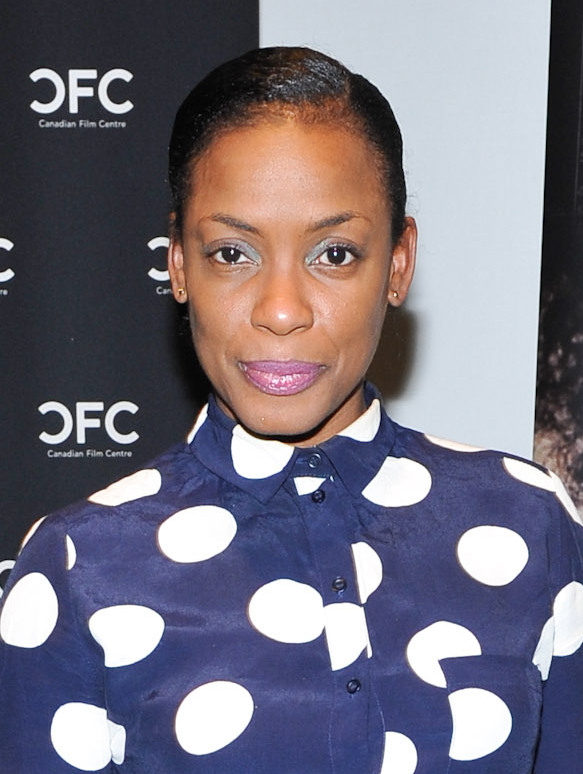
Aunjanue Ellis interprète Hippolyta.
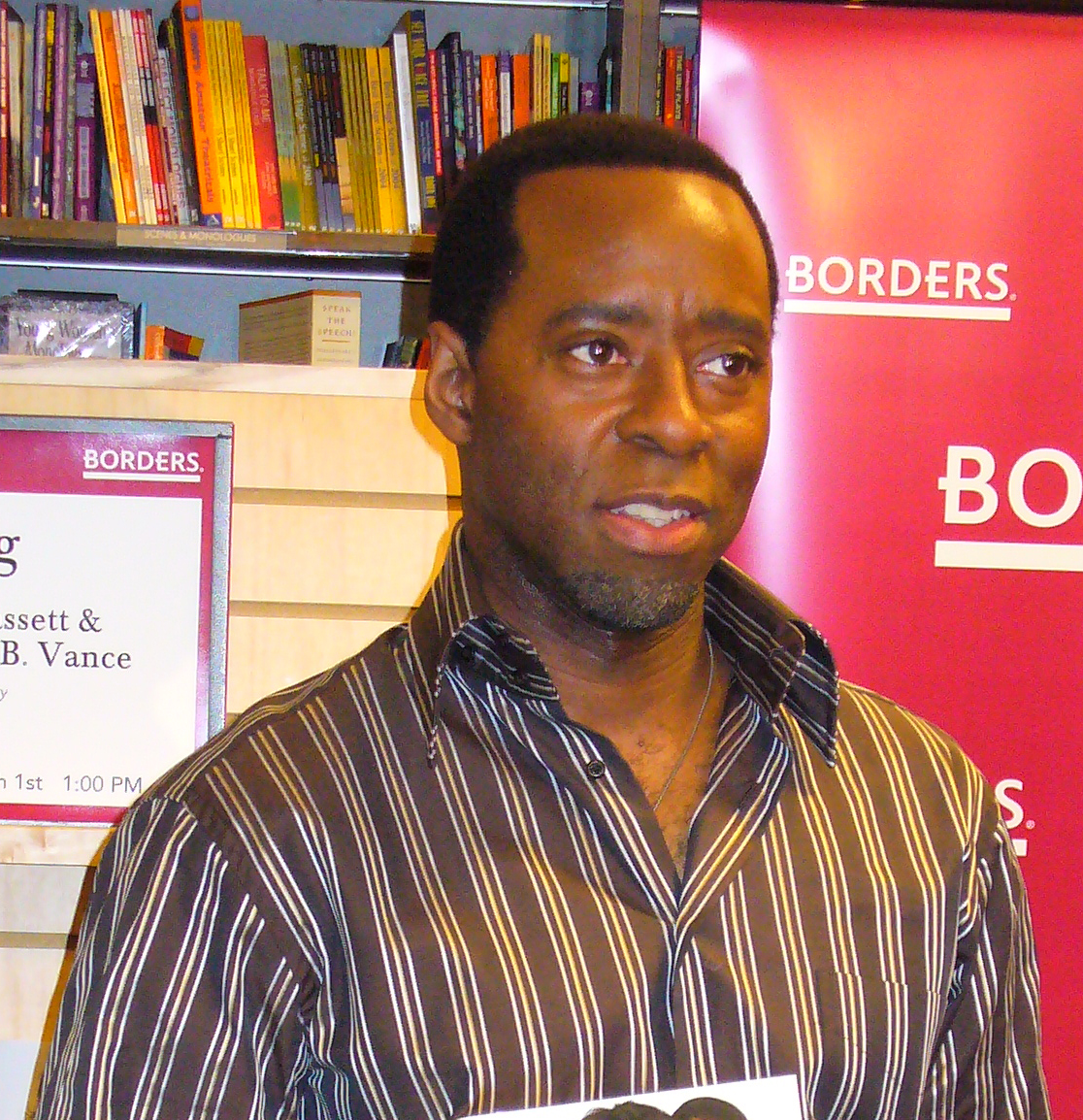
Courtney B. Vance interprète George.
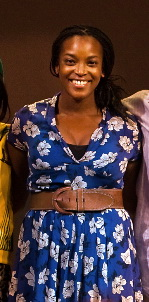
Wunmi Mosaku interprète Ruby.
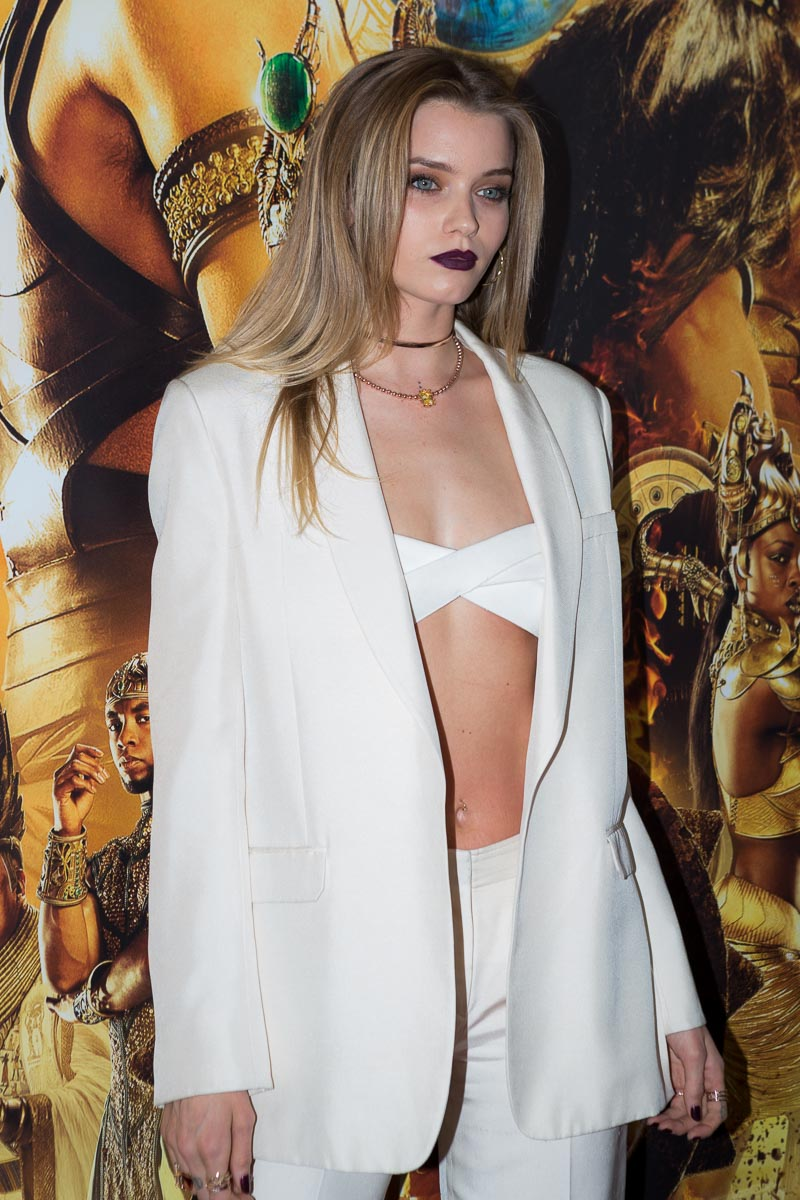
Abbey Lee Kershaw interprète Christina.
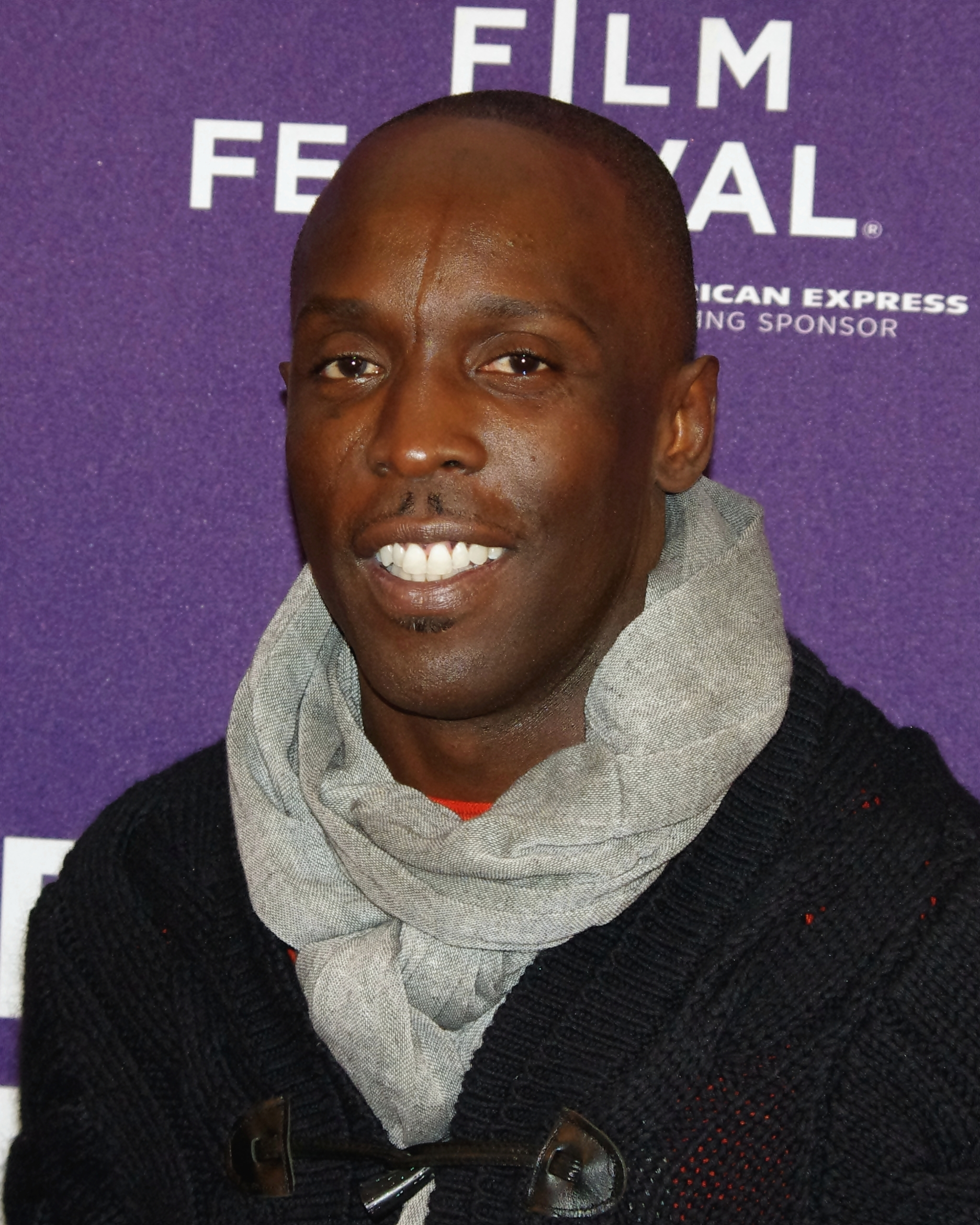
Michael K. Williams interprète Montrose.

### Acteurs récurrents
- Jordan Patrick Smith (VF : Eilias Changuel) : William
- Jamie Neumann (VF : Marie Tirmont) : Dell / Hillary
- Erica Tazel (VF : Aurélie Konaté) : Dora Freeman
- Mac Brandt (en) (VF : Fabrice Lelyon) : le capitaine Seamus Lancaster
- Tony Goldwyn : Samuel Braithwhite
- Deron J. Powell : Tree
- Joaquina Kalukango : Hanna

 Source et légende : version française (VF) sur RS Doublage

## Production

### Développement
Le 16 mai 2017, la commande par HBO d'une série basée sur Lovecraft Country est annoncée. Les producteurs exécutifs tels que Jordan Peele, Misha Green, J. J. Abrams ou Ben Stephenson sont dévoilés. Misha Green sera aussi showrunneuse et scénariste pour l'épisode pilote,,,.
Le 5 mars 2018, on annonce que Yann Demange sera réalisateur et producteur exécutif de l'épisode pilote,,.
Le 2 juillet 2021, malgré un accueil favorable des critiques et des téléspectateurs, « Nous n’irons pas de l’avant avec une deuxième saison de Lovecraft Country » a déclaré HBO dans une déclaration à Deadline - plus de huit mois après la diffusion du 1er épisode.

### Attribution des rôles
Le 26 avril 2018, Jurnee Smollett-Bell devient l'actrice principale de la série. Le 2 mai 2018, Jonathan Majors rejoint la distribution. Le jour suivant, Wunmi Mosaku rejoint, elle aussi, la distribution.
Le 19 juin 2018, Aunjanue Ellis et Elizabeth Debicki sont annoncées en tant qu'actrices régulières et Courtney B. Vance en tant qu'acteur récurrent. Le 10 octobre 2018, Michael K. Williams rejoint la distribution dans un rôle principal. Le 14 juin 2019, Abbey Lee Kershaw vient remplacer Elizabeth Debicki dans le rôle de Christina Braithwaite. Au même moment, Jamie Chung et Jordan Patrick Smith se voient attribuer des rôles récurrents. Le 20 juin 2019, Jamie Neumann, Erica Tazel, et Mac Brandt sont annoncés en tant que personnages récurrents.
En juillet 2019, Tony Goldwyn rejoint la distribution.

### Fiche technique
Sauf indication contraire, les informations mentionnées dans cette section peuvent être confirmées par la base de données cinématographiques IMDb,  présente dans la section « Liens externes ».
- Titre original et français : Lovecraft Country
- Création : Misha Green
- Réalisation : Daniel Sackheim, Yann Demange, Cheryl Dunye, Victoria Mahoney et David Petrarca
- Scénario : Misha Green, Jonathan I. Kidd, Matt Ruff, Sonya Winton, Shannon Houston, Kevin Lau, Wes Taylor et Jordan Peele
- Direction artistique : Audra Avery, Elena Albanese, Mari Lappalainen et Nathan Krochmal
- Décors : Kalina Ivanov
- Costumes : Dayna Pink
- Photographie : Tat Radcliffe et Robert McLachlan
- Montage : Marta Evry, Chris Wyatt, Joel T. Pashby et Bjørn T. Myrholt
- Musique : Laura Karpman et Raphael Saadiq
- Production : Christina Varotsis et Dana Robin
- Production déléguée : Misha Green, J. J. Abrams, Jordan Peele, Yann Demange, David Knoller (pilote), Bill Carraro, Ben Stephenson et Daniel Sackheim
- Sociétés de production : Monkeypaw Productions, Bad Robot Productions et Warner Bros. Television
- Sociétés de distribution : HBO (États-Unis) ; OCS (France)
- Pays d'origine :  États-Unis
- Langue originale : anglais
- Format : couleur
- Genre : drame horrifique
- Nombre de saisons : 1
- Nombre d'épisodes : 10
- Durée : 53–68 minutes

## Diffusion
La série est diffusée le 16 août 2020 sur HBO,,.

## Épisodes
1. Coucher de soleil (Sundown)
2. Whitey's on the Moon (Whitey's on the Moon)
3. Fantômes martyrs (Holy Ghost)
4. A History of Violence (A History of Violence)
5. L'Étrange cas (Strange Case)
6. Le Chant de Daegu (Meet Me in Daegu)
7. Je suis (I Am.)
8. Gé-bobo-là (Jig-A-Bobo)
9. Retour en 1921 (Rewind 1921)
10. Retour aux sources (Full Circle)

## Distinction

### Nomination
- Golden Globes 2021 : Meilleure série dramatique